# Fire Emblem: Path of Radiance
Fire Emblem: Path of Radiance (ファイアーエムブレム 蒼炎の軌跡, Faiā Emuburemu: Sōen no Kiseki) é um jogo eletrônico de RPG de estratégia desenvolvido pela Intelligent Systems e publicado pela Nintendo para o Nintendo GameCube. É o primeiro e único jogo da da série Fire Emblem para este sistema, além de ser o primeiro de um console não portátil em publicar-se internacionalmente. Também é o primeiro da série que apresenta gráficos tridimensionais, e vozes para as personagens.
A história se desenvolve no continente fictício de Tellius. A história deste jogo não está relacionada com nenhum jogo anterior de Fire Emblem. No entanto, o jogo para Wii, Fire Emblem: Radiant Dawn, continua a trama três anos após o final de Path of Radiance.
Ike, o Lorde e protagonista de Path of Radiance, é um dos personagens jogáveis em Super Smash Bros. Brawl para Wii e Super Smash Bros. para Nintendo 3DS e Wii U.

## Jogabilidade
Fire Emblem: Path of Radiance apresenta o mesmo estilo de jogo que as fanquias anteriores, onde o jogador movimenta seus personagens por um tabuleiro durante seu turno, e o inimigo ataca durante o turno inimigo. As unidades ganham experiência após cada combate, e podem subir de nível e melhorar suas estatísticas. As personagens de nível 10 ou superior podem mudar de classe (por exemplo, de "Mago" a "Sábio"), o que geralmente comporta um aumento maior das estatísticas, e a possibilidade de usar novas armas.
Não obstante, este jogo inclui várias novidades em relação aos títulos anteriores. Apresenta novas classes de unidade, os laguz, que podem permanecer transformados em animais (felinos, aves ou dragões) durante alguns turnos, mas na sua forma humana são mais débeis e não podem lutar. As unidades que alcançam o nível 20 podem ser promovidos automaticamente subindo um nível; diferente nos jogos de GBA, que era necessário utilizar um objeto específico para mudar de classe.

### Base
Path of Radiance inclui uma Base antes de cada combate, onde o jogador pode administrar os objetos, ver as conversações de apoio entre as personagens, receber informação através das conversações de base, entregar experiência adicional—que se obtém ao acabar um nível, se são cumpridos determinados objetivos (geralmente, acabá-lo em poucos turnos)—, e outorgar ou remover habilidades. Também pode-se visualizar a caravana de mercadores para comprar ou vender armas e objetos, e existe a possibilidade de forjar um arma personalizada de vários tipos. As melhorias da arma (dano, possibilidade de repente crítico, precisão e peso) determinam o preço da arma a forjar; também se pode mudar o nome e cor da arma, mas essas mudanças não influem no preço.

## Enredo

### Cenário
No continente de Tellius, o Fire Emblem é um medalhão de bronze mais conhecido por Medalhão de Lehran. Ele supostamente contém o espírito de um ser divino do mal cujas energias perturbam o nível de energia caótica em uma pessoa. Quando Greil tocou esse medalhão, isso o fez ficar em um estado de "berserk" e matar todas as pessoas que via, incluindo sua esposa, Elena. Apenas quando ela pegou o medalhão de sua mão em seus últimos momentos Greil voltou à sanidade. Apenas uma pessoa com um alto nível de equilíbrio é capaz de segurar o medalhão sem ser afetada por ele. A esposa de Greil, Elena, e sua filha caçula, Mist, são duas dessas pessoas.
O medalhão já pertenceu ao clã de laguz garças que viviam na Floresta de Serenes, situada no reino de Begnion. Eles foram encarregados de proteger o medalhão para que o deus do mal não fosse libertado. Porém, um evento atroz conhecido como Massacre de Serenes forçou Lillia, um membro da família real de garças, a fugir com o medalhão, mas acabou sendo capturada por Ashnard. Lillia recebeu ordens para libertar o deus do mal, mas não era capaz. Ela se tornou amiga de Elena e entregou-lhe o medalhão. Mist eventualmente adquiriu-o de sua mãe. Pelo curso da história, Ashnard retoma posse sobre o medalhão.

### História
O protagonista, Ike, o filho de Greil, começa o jogo como o mais novo membro da companhia de mercenários de seu pai, os Mercenários de Greil. A companhia opera dentro das bordas de Crimea, uma nação que faz fronteira ao sul com Gallia, a nação de laguz felinos. Alguns capítulos após o começo do jogo, uma nação beorc vizinha, Daein, invade Crimea. Um pouco depois, Ike vem a encontrar uma mulher inconsciente em uma floresta que acaba por ser a princesa de Crimea, Elincia Ridell Crimea. Elincia conta aos mercenários que sua família foi morta no ataque. Vendo as ações cruéis de Daein, Greil lidera os mercenários para a nação de Gallia, mas lá é morto por um general de Daein conhecido apenas como "Cavaleiro Negro". Depois de Ike, Mist, e toda a equipe lamentarem pela morte de Greil, Ike está disposto a se vingar do general. Esses eventos marcam o começo de uma longa viagem que levará Ike, Elincia e os mercenários a viajarem pelo continente para derrotar Daein e restaurar a realeza de Crimea ao trono.
Ao curso do jogo, Ike e seus companheiros devem superar as há muito tempo mantidas diferenças raciais entre os beorc e os laguz para formar uma aliança contra seu verdadeiro inimigo, Rei Ashnard. Em particular, Ike consegue restaurar as relações entre a nação beorc de Begnion e os poucos membros restantes do clã de laguz garças, que foi aniquilado em um ato de genocídio conhecido como o Massacre de Serenes. Com essa realização, Ike ganha o comando do exército que ele lidera a Daein e finalmente de volta a Crimea, onde ele confronta o Cavaleiro Negro e o próprio Rei Ashnard.

## Recepção
| Publicação     | Nota          |
| -------------- | ------------- |
| EGM            | 8.17 sobre 10 |
| Game Informer  | 9 sobre 10    |
| GameSpot       | 8.6 sobre 10  |
| IGN            | 8.7 sobre 10  |
| Eurogamer      | 8 sobre 10    |
| Nintendo Power | 9.5 sobre 10  |

Path of Radiance recebeu críticas positivas após seu lançamento. Game Rankings, um site que amostra a média de um videjuego em porcentagens segundo a média obtida em uma considerável quantidade de fontes, dotou ao jogo com 86 por cento, dándole maior nota meia que Fire Emblem: The Sacred Stones.
O jogo foi elogiado pela sua profunda história, seus excelentes cut-scenes cinematográficos e sua música orquestrada. No entanto, foi criticado pelos seus gráficos no jogo, bastantes pobres, e seus longos períodos de dialogo.
Desde seu lançamento, Path of Radiance vendeu sobre 156 000 unidades no Japão até no dia 31 de dezembro de 2006.